# 7687 Matthias
Matthias (asteróide 7687) é um asteróide da cintura principal, a 2,0066414 UA. Possui uma excentricidade de 0,1160101 e um período orbital de 1 249,17 dias (3,42 anos).
Matthias tem uma velocidade orbital média de 19,76885447 km/s e uma inclinação de 5,77972º.
Este asteróide foi descoberto em 24 de Setembro de 1960 por Cornelis van Houten, Ingrid van Houten-Groeneveld.